# Comuna Drăgănești, Sîngerei
Comuna Drăgănești este o comună din raionul Sîngerei, Republica Moldova. Este formată din satele Drăgănești (sat-reședință), Chirileni și Sacarovca.

## Demografie
Conform datelor recensământului din 2014, comuna are o populație de 2.940 de locuitori. La recensământul din 2004 erau 3.047 de locuitori.

## Administrație și politică
Componența Consiliului local Drăgănești (11 consilieri), ales la 5 noiembrie 2023, este următoarea:
|  | Partid                                       | Consilieri | Componență | Componență | Componență | Componență | Componență | Componență |
|  | -------------------------------------------- | ---------- | ---------- | ---------- | ---------- | ---------- | ---------- | ---------- |
|  | Partidul Liberal Democrat din Moldova        | 6          |            |            |            |            |            |            |
|  | Partidul Acțiune și Solidaritate             | 3          |            |            |            |            |            |            |
|  | Partidul Socialiștilor din Republica Moldova | 1          |            |            |            |            |            |            |
|  | Coaliția pentru Unitate și Bunăstare         | 1          |            |            |            |            |            |            |